# Uwe Hassbecker
Uwe Hassbecker (né le 17 novembre 1960 à Leipzig) est un guitariste allemand. Il est notamment connu pour être membre du groupe Silly.

## Biographie
Uwe Hassbecker grandit à Halle-sur-Saale. Sa mère Eva Hassbecker (1932–1998) est une chanteuse d'opéra, son beau-père est le compositeur et chef d'orchestre Thomas Müller. Son père biologique est Herbert Kegel, le directeur de l'Orchestre philharmonique de Dresde.
Hassbecker vient à la musique à un très jeune âge, prenant d'abord des cours de violon pendant de nombreuses années et apprenant à jouer de la batterie et enfin de la guitare par lui-même. En 1980, Hassbecker devient le père de jumeaux. Sa carrière musicale commence avec Klink-Formation puis Uschi Brüning-Band et enfin Modern Soul Band puis Stern-Combo Meißen.
En 1985, Hassbecker fait partie des Gitarreros, un groupe formé des guitaristes les plus populaires de la RDA. Lors de cette tournée, il fait la connaissance de la chanteuse du groupe Silly, Tamara Danz. En 1986, il rejoint Silly en tant que guitariste et devient au fil du temps l'un des trois principaux compositeurs du groupe aux côtés de Tamara Danz et Rüdiger Barton. Environ six mois avant sa mort le 22 juillet 1996, Tamara Danz épouse Uwe Hassbecker.
En 1998, Hassbeck devient le père d'un troisième fils ; la mère est l'actrice Cathrin Vaessen.
Avec Rüdiger « Ritchie » Barton, il dirige le studio Danzmusik à la périphérie de Berlin et, aux côtés de Silly, joue dans le groupe de Joachim Witt notamment. Hassbecker se fait un nom en tant que musicien de studio et producteur de musique, y compris pour Joachim Witt. Il travaille régulièrement avec le VALICON Producer Forum (Ingo Politz, Bernd Wendtland, Brix) et son jeu de guitare en filigrane peut être entendu sur de nombreuses productions nationales et internationales, par exemple sur l'album du gagnant de DSDS 2008, Thomas Godoj. Hassbecker accompagne Nik Page en tant que guitariste lors de sa tournée Tiefenrausch 2005. Il joue alors avec Dara Pain, Reinhard Petereit, Jäcki Reznicek, Ritchie Barton, Karsten Klick et Joachim Witt.
À l'automne 2005, Silly redevient actif et Uwe Hassbecker tourne avec succès à travers l'Allemagne avec des invités de Silly + Gästen (comme Katy Karrenbauer, Anna Loos, Anja Krabbe, Toni Krahl et IC Falkenberg). Anna Loos devient la chanteuse principale de Silly.
Daniel Hassbecker, le fils de Hassbecker, joue des claviers et du violoncelle dans Silly depuis 2005. En mai 2006, Hassbecker est père pour la quatrième fois. En décembre 2006, il se produit pour la première fois à Seelze près de Hanovre avec son demi-frère Björn Casapietra dans le cadre de sa tournée Serenata d’Amore - Lieder der Sehnsucht. Hassbecker accompagne la plupart des chansons les plus connues avec une guitare de concert classique. D'autres concerts communs suivent. Hassbecker enregistre quelques chansons sur le nouvel album de Casapietra, Verführung, et l'accompagne à de nombreux concerts lors de sa tournée.
Avec Anna Loos et Silly, il donne de nombreux concerts depuis 2006, notamment sur la tournée électroacoustique et avec le Deutsches Filmorchester Babelsberg, les Puhdys, Karat et bien d'autres sur la tournée Ost-Rock Klassik.
Avec Silly, Uwe Hassbecker écrit la musique du film Der Mond und andere Liebhaber de Bernd Böhlich sorti en 2008, avec Katharina Thalbach dans le rôle principal, dans lequel il apparaît dans un rôle de figuration. Il est guitariste solo et invité musical lors de la tournée d'adieu de la star du patinage artistique Katarina Witt.